# 德特克
德特克，是匈牙利佐洛州所辖的一个村，总面积1.72平方公里，总人口26，人口密度15.1人/平方公里（2010年1月1日）。